# Pély
Pély è un comune dell'Ungheria di 1 571 abitanti (dati 2001). È situato nella contea di Heves.